# Crispian Sallis
Timothy Crispian Sallis (Inghilterra, 24 giugno 1959) è uno scenografo britannico.
Ha ricevuto tre volte la nomination ai Premi Oscar nella categoria migliore scenografia (1987, 1990 e 2001).
È figlio degli attori Elaine Usher e Peter Sallis.

## Filmografia parziale
- Aliens - Scontro finale (Aliens), regia di James Cameron (1986)
- A spasso con Daisy (Driving Miss Daisy), regia di Bruce Beresford (1989)
- I ricordi di Abbey (The Browning Version), regia di Mike Figgis (1994)
- L'esercito delle 12 scimmie (12 Monkeys), regia di Terry Gilliam (1995)
- Il gladiatore (Gladiator), regia di Ridley Scott (2000)
- Hannibal, regia di Ridley Scott (2001)
- C'era una volta in Inghilterra (Once Upon a Time in the Midlands), regia di Shane Meadows (2002)
- Breakfast on Pluto, regia di Neil Jordan (2005)
- Waiting for the Barbarians, regia di Ciro Guerra (2019)